# Haag am Hausruck
Haag am Hausruck is een gemeente in de Oostenrijkse deelstaat Opper-Oostenrijk, gelegen in het district Grieskirchen. De gemeente heeft ongeveer 2000 inwoners.

## Geografie
Haag am Hausruck heeft een oppervlakte van 17,01 km². Het ligt in het centrum van het district Opper-Oostenrijk, in het noorden van Oostenrijk en niet ver van de grens met Duitsland.
Aistersheim · Bad Schallerbach · Eschenau im Hausruckkreis · Gallspach · Gaspoltshofen · Geboltskirchen · Grieskirchen · Haag am Hausruck · Heiligenberg · Hofkirchen an der Trattnach · Kallham · Kematen am Innbach · Meggenhofen · Michaelnbach · Natternbach · Neukirchen am Walde · Neumarkt im Hausruckkreis · Peuerbach · Pollham · Pötting · Pram · Rottenbach · Schlüßlberg · St. Agatha · St. Georgen bei Grieskirchen · St. Thomas · Steegen · Taufkirchen an der Trattnach · Tollet · Waizenkirchen · Wallern an der Trattnach · Weibern · Wendling
- Gemeinsame Normdatei: 4699482-8
- MusicBrainz: 2a898b81-0397-4e43-b0cd-44e1f7059bcf
- Virtual International Authority File: 237018542